# Procesión del Cristo de la Salud
El Cristo de la Salud de Zaraza es una venerada imagen de Jesucristo y una de las devociones más importantes de la ciudad de Zaraza, en el estado Guárico, Venezuela. Cada año, esta devoción se manifiesta en una solemne procesión que congrega a miles de feligreses y visitantes, convirtiéndose en una de las tradiciones religiosas más arraigadas del Llano venezolano. Su relevancia trasciende lo puramente religioso, siendo considerada una manifestación cultural de gran impacto en la región.

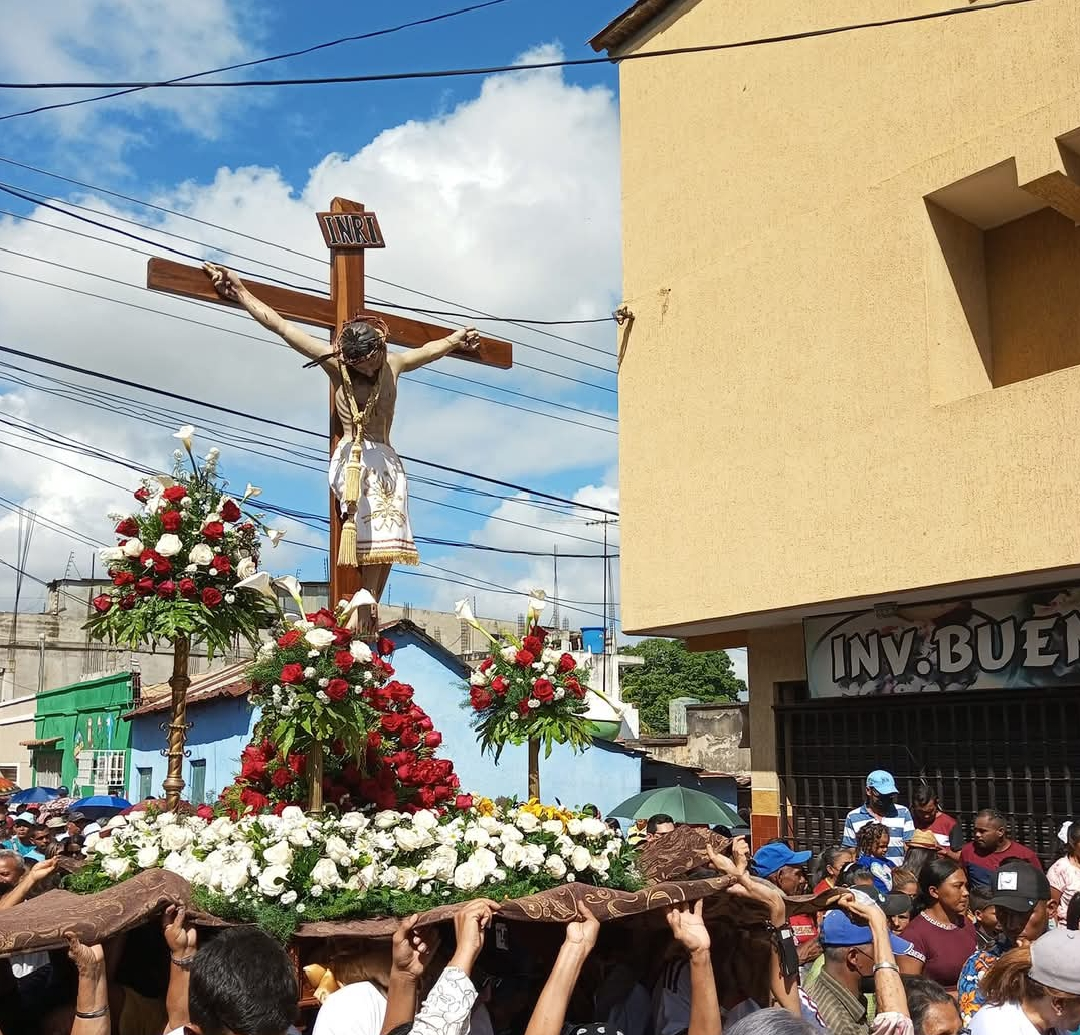
La imagen de Cristo de la Salud recorré las Principales calles de Zaraza.

## Orígenes e historia
La devoción al Cristo de la Salud en Zaraza tiene profundas raíces históricas, remontándose a mediados del siglo XIX. Según la tradición, su origen está vinculado a una promesa realizada por los habitantes de Zaraza en 1857, durante una devastadora epidemia de "vómito negro" que asolaba la población. Se cuenta que, ante la desesperación, la comunidad clamó al Cristo de la Salud, prometiendo una procesión anual cada 1 de enero si la epidemia cesaba. Tras la erradicación de la enfermedad, la promesa fue cumplida, estableciéndose la procesión como una tradición ininterrumpida.
La imagen del Cristo de la Salud ha sido objeto de veneración por la comunidad zaraceña desde entonces, siendo custodiada en la Iglesia Parroquial San Gabriel Arcángel. La persistencia de esta tradición a lo largo de más de 160 años, incluso en tiempos de conflictos o crisis, es un testimonio de la profunda fe y el arraigo cultural de sus devotos.
El 29 de diciembre de 2023, el Santo Cristo de la Salud de Zaraza fue oficialmente declarado **Patrimonio Cultural Intangible del estado Guárico**, según la Gaceta Extraordinaria N.º 150, Decreto N.º 94. Este reconocimiento formal subraya su valor histórico, religioso y cultural para la región.

## La Imagen del Cristo de la Salud
La imagen del Cristo de la Salud es una escultura de gran valor artístico y sentimental para los zaraceños. Representa a Jesucristo en el momento de su Pasión. La autoría exacta de la talla es desconocida, pero su estilo se enmarca dentro de las expresiones artísticas religiosas de la época en la región. Para su procesión, la imagen es cuidadosamente engalanada con vestimentas y ornamentos especiales que realzan su significado devocional.

## La Procesión
La Procesión del Cristo de la Salud se celebra anualmente cada **1 de enero**, siendo esta una de sus características más distintivas, ya que es considerada por muchos como la única procesión en el mundo que se realiza en esta fecha. Previamente a la procesión, la comunidad participa en novenas y misas especiales en honor al Cristo, que se llevan a cabo en la Iglesia Parroquial San Gabriel Arcángel.
El día de la procesión, la imagen es sacada de la Iglesia Parroquial y llevada en hombros por cargadores voluntarios, en un solemne recorrido que abarca las principales calles y avenidas de la ciudad. Miles de devotos acompañan la imagen, muchos de ellos cumpliendo promesas, descalzos, o vestidos de nazarenos. Durante el trayecto, se entonan cantos religiosos, se rezan oraciones y se realizan paradas significativas. Una particularidad de esta procesión es la presencia de conjuntos de música llanera que interpretan Joropo devocionario con arpa, cuatro y maracas, añadiendo un elemento cultural único a la manifestación de fe.
La participación en la procesión es masiva, involucrando no solo a la comunidad local sino también a peregrinos y visitantes de otras ciudades y estados que viajan a Zaraza específicamente para esta ocasión, consolidándola como un evento de notable impacto regional.

## Impacto Cultural y Religioso
La Procesión del Cristo de la Salud es un pilar fundamental de la vida religiosa y cultural de Zaraza y del estado Guárico. Su impacto se extiende a varios ámbitos:
- **Identidad local y regional:** Contribuye significativamente a la construcción de la identidad zaraceña y su patrimonio inmaterial, siendo un símbolo de fe y tradición que une a la comunidad.[1]
- **Turismo religioso:** Atrae a un considerable número de peregrinos y turistas, generando una importante actividad económica en la ciudad durante los días de la celebración.[7]
- **Cohesión comunitaria:** Fomenta la unión y la participación de la comunidad en torno a una tradición religiosa y cultural compartida.
- **Legado histórico:** Preserva una práctica religiosa con profundas raíces históricas, transmitida de generación en generación, y reconocida oficialmente como patrimonio.

Diversas autoridades eclesiásticas y civiles han reconocido la importancia de esta procesión como un evento que trasciende lo religioso, siendo un activo cultural y social clave para el Estado Guárico.